# Olwen
Olwen (['olwen] kymrisch „die weiße Spur“) ist in der keltischen Mythologie von Wales die Tochter des Riesen Ysbaddaden. Dieser hat die geis, dass er am Tage der Verlobung seiner Tochter sterben müsse.
Die walisische Sage Mal y kavas Kulhwch Olwen („Wie Kulhwch Olwen errungen hat“), kurz Kulhwch ac Olwen („Kulhwch und Olwen“) genannt, ist in der Sammelhandschrift Llyfr Gwyn Rhydderch („Das weiße Buch des Rhydderch“) aufgezeichnet. Der wichtigste Teil des „weißen Buches“ sind die Pedeir Keinc y Mabinogi („Vier Zweige des Mabinogi)“.

## Mythologie
Der junge Held Kulhwch will auf Anraten seines Vaters Cilydd mit Hilfe von König Arthur Olwen zur Frau gewinnen. Mit Hilfe von fünf Gefährten, darunter Mabon und Govannon, findet er nach langer Suche die Burg von Olwens Vater Ysbaddaden. Bei dessen Bruder, dem riesigen Schafhirten Custenhin, will er sich Rat holen. Aber erst als Custenhins Frau in Kulhwch den Sohn ihrer Schwester Goleuddydd erkennt, ist dieser dazu bereit. Er lädt auf Kulhwchs Bitte hin Olwen ein, ihn zu besuchen.
Man sandte nach ihr, und sie kam in einem flammend-roten Seidengewand, ein rotgoldener Reif (Torques) mit wertvollen Perlen und Rubinen lag um den Hals der Jungfrau. Ihr Haar war gelber als die Blüte des Ginster, ihre Haut weißer als der Schaum der Woge, die Handflächen und Fingerspitzen waren weißer als die Blütenspitzen des Fieberklees inmitten des Kiesgrundes einer sprudelnden Quelle. […] noch war irgend ein Auge heller als ihres, und auch die Brust des weißen Schwanes war nicht weißer als ihre beiden Brüste, ihre beiden Wangen waren röter als der Fingerhut. Wer immer sie ansah, wurde von Liebe zu ihr erfüllt. Vier weiße Kleepflanzen pflegten ihrer Spur, wo sie gegangen war, zu entsprießen, und deshalb ward sie Olwen ‚Weiß-Spur‘ genannt.
Sofort gesteht Kulhwch ihr seine Liebe. Aber das Mädchen macht ihm klar, dass ihr Vater dem nur unter schweren Bedingungen zustimmen werde. Er müsse nämlich nach ihrer Vermählung sterben, so laute seine cynnedyf (Verpflichtung, Tabu). Doch rät sie Kulwch, zu ihrem Vater zu gehen und auf jede seiner Forderungen zu sagen: „Es ist leicht, das zu erfüllen!“
Ysbadadden verlangt nun die Erfüllung von vierzig nahezu unlösbaren Aufgaben. Mit Hilfe Arthurs gelingt dies jedoch und Ysbaddaden muss der Hochzeit seiner Tochter zustimmen. Kulhwchs Gefährten scheren ihm Bart und Haupthaar samt der Haut, schneiden ihm die Ohren ab und zum Schluss schlägt ihm Goreu den Kopf ab. So geht die Prophezeiung in Erfüllung und Ysbaddaden stirbt bei Olwens Hochzeit.
Und in dieser Nacht schlief Kulhwch mit Olwen, und solange sie lebten, war sie seine einzige Frau. […] Und so hat Kulhwch Olwen, die Tochter des Ober-Riesen Ysbaddaden, errungen.